# Not Without a Fight
Not Without a Fight è il sesto album studio dei New Found Glory, pubblicato il 10 marzo 2009 per la Epitaph Records, prodotto da Mark Hoppus dei Blink-182.

## Tracce
1. Right Where We Left Off – 3:06
2. Don't Let Her Pull You Down – 3:29
3. Listen to Your Friends – 3:21
4. 47 – 2:53
5. Truck Stop Blues – 2:16
6. Tangled Up (feat. Hayley Williams) – 3:14
7. I'll Never Love Again – 2:39
8. Reasons – 3:00
9. Such a Mess – 2:44
10. Heartless at Best – 3:45
11. This Isn't You – 2:50
12. Don't Let This Be the End – 3:02

Traccia bonus (Edizione giapponese)
1. I'm the Fool – 3:38

## Formazione
- Jordan Pundik - voce
- Chad Gilbert - chitarra solista, voce secondaria
- Steve Klein - chitarra ritmica
- Ian Grushka - basso
- Cyrus Bolooki - batteria

Altri musicisti
- Hayley Williams - voce secondaria in Tangled Up